# Wladimir Trojanowski
Wladimir Trojanowski (russisch Владимир Трояновский; englische Transkription Vladimir Troyanovskiy oder Vladimir Troyanovsky; * 20. August 1973 in Leningrad) ist ein professioneller russischer Pokerspieler.

## Pokerkarriere
Trojanowski spielt auf der Onlinepoker-Plattform PokerStars unter dem Nickname vovtroy.
Seine erste Geldplatzierung bei einem Live-Turnier erzielte Trojanowski im Oktober 2003 in Sankt Petersburg. Ende März 2007 erreichte er beim Main Event der European Poker Tour (EPT) in Monte-Carlo die Geldränge und belegte den mit knapp 20.000 Euro dotierten 45. Platz. Im April 2012 gewann er bei der EPT in Berlin ein Heads-Up-Event und damit sein erstes Live-Turnier, wofür er eine Siegprämie von 21.600 Euro erhielt. Ende September 2012 war Trojanowski bei der in Cannes ausgespielten World Series of Poker Europe erstmals bei Events der World Series of Poker erfolgreich und kam bei zwei Turnieren der Variante No Limit Hold’em ins Geld. Mitte Januar 2013 erreichte er sowohl beim Super High Roller als auch beim High Roller des PokerStars Caribbean Adventures (PCA) auf den Bahamas den Finaltisch und sicherte sich Preisgelder von mehr als einer Million US-Dollar. Im Mai 2013 belegte er beim EPT Super High Roller in Monte-Carlo den fünften Platz, der mit rund 340.000 Euro bezahlt wurde. Im August 2014 wurde Trojanowski beim Super High Roller der EPT in Barcelona Dritter und erhielt über 470.000 Euro. Anfang Februar 2015 gewann er das High Roller der France Poker Series in Deauville mit einer Siegprämie von 141.000 Euro. Im Januar 2016 saß Trojanowski am Finaltisch des PCA-Main-Events und beendete das Turnier auf dem mit mehr als 200.000 US-Dollar dotierten fünften Platz. Ende Mai 2017 belegte er beim Main Event der PokerStars Championship in Sotschi den zweiten Platz, der mit umgerechnet knapp 330.000 US-Dollar bezahlt wurde. Im August 2018 wurde Trojanowski beim Triton Poker High Roller der partypoker Millions Russia in Sotschi ebenfalls Zweiter und sicherte sich umgerechnet rund 500.000 US-Dollar. Mitte August 2019 landete er beim Triton Super High Roller der partypoker Millions Europe im King’s Resort in Rozvadov erneut auf dem zweiten Platz und erhielt aufgrund eines Deals mit Örpen Kısacıkoğlu sein bisher höchstes Live-Preisgeld von knapp 850.000 Euro. Seitdem blieben größere Turniererfolge aus.
Insgesamt hat sich Trojanowski mit Poker bei Live-Turnieren knapp 8 Millionen US-Dollar erspielt. Von April bis November 2016 spielte er als Teil der Moscow Wolverines in der Global Poker League und kam mit seinem Team bis in die Playoffs.